# Hannah Soar
Hannah Soar (Somers (Connecticut), 4 juni 1999) is een Amerikaanse freestyleskiester.

## Carrière
Bij haar wereldbekerdebuut, in februari 2017 in Deer Valley, scoorde Soar direct wereldbekerpunten. In januari 2019 behaalde ze in Mont Tremblant haar eerste toptienklassering in een wereldbekerwedstrijd. In december 2019 stond de Amerikaanse in Thaiwoo voor de eerste maal in haar carrière op het podium van een wereldbekerwedstrijd.

## Resultaten

### Wereldbeker
Eindklasseringen
| Seizoen   | Algm | MO  |
| --------- | ---- | --- |
| 2016/2017 | 178e | 36e |
| 2018/2019 | 85e  | 18e |
| 2019/2020 | 16e  | 5e  |